# 桑丹林寺 (吉隆县)
桑丹林寺，位于西藏自治区日喀则市吉隆县吉隆镇，是一座藏传佛教格鲁派寺院。

## 简介
桑丹林寺位于西藏自治区日喀则市吉隆县吉隆镇。
16世纪后，强准祖拉康势力逐渐衰弱，后来一度被本地的格鲁派桑丹林寺管辖，强准祖拉康的寺主也由桑丹林寺委派，桑丹林寺嘎钦·益西坚赞曾任强准祖拉康寺主。
18世纪末，廓尔喀军队侵入西藏日喀则聂拉木、荣夏、吉隆。吉隆县桑丹林寺僧众逃到拉萨，向八世达赖的经师嘎钦·益西坚赞（吉隆桑丹林寺的创建者）报信。八世达赖请嘎钦·益西坚赞经师为这些僧众在拉萨建寺安身。1789年，嘎钦·益西坚赞经师正式创建策觉林寺。